# Alexandre Baillard
Alexandre Baillard (né le 13 janvier 1974) est un joueur français de hockey sur glace.

## Carrière

### En club
Il commence sa carrière en 1991 et joue pour le Sporting Hockey Club Saint Gervais de la division 1 française. Après deux saisons, il rejoint le Brest Albatros Hockey qui évolue dans la Ligue Magnus.
Il ne joue qu'une saison en élite avant de rejoindre l'équipe de l'Image Club d'Épinal en première division pour deux nouvelles saisons. Il continue la suite de sa carrière avec les Dogues de Bordeaux en élite pour encore une fois deux saisons avant de réaliser une dernière saison dans le sud-ouest de la France. Il porte alors les couleurs du club d'Anglet Hormadi Élite.
Après un nouveau passage en première division au sein de l'équipe de Brest, il signe en 2001, avec le club des Sports de Glace Annecy avec qui il évolue jusqu'en 2008 avant de prendre sa retraite. Il participe toutefois à quelques matches avec la deuxième équipe du club lors de la saison 2015-2016.

### En équipe nationale
Il connaît sa première sélection avec l'équipe de France junior en 1991. Bien qu'il joue les championnats d'Europe junior de 1991, 1992 puis les championnats du monde junior de 1993 et 1994, il n'est jamais appelé au sein de l'équipe de France senior.

## Statistiques
| Saison    | Équipe        | Ligue        |    | Saison régulière | Saison régulière | Saison régulière | Saison régulière | Saison régulière |   | Séries éliminatoires | Séries éliminatoires | Séries éliminatoires | Séries éliminatoires | Séries éliminatoires |
| Saison    | Équipe        | Ligue        | PJ | B                | A                | Pts              | Pun              | PJ               | B | A                    | Pts                  | Pun                  |                      |                      |
| 1991-1992 | Saint-Gervais | Division 1   | 21 | 16               | 6                | 22               | 22               |                  |   |                      |                      |                      |                      |                      |
| 1992-1993 | Saint-Gervais | Division 1   | 24 | 22               | 18               | 40               | 16               |                  |   |                      |                      |                      |                      |                      |
| 1993-1994 | Brest         | Ligue Magnus | 17 | 2                | 4                | 6                | 6                | 6                | 7 | 2                    | 9                    | 4                    |                      |                      |
| 1994-1995 | Epinal        | Division 1   | 27 | 18               | 20               | 38               | 74               |                  |   |                      |                      |                      |                      |                      |
| 1995-1996 | Epinal        | Division 1   | 21 | 5                | 13               | 18               | 18               |                  |   |                      |                      |                      |                      |                      |
| 1996-1997 | Bordeaux      | Ligue Magnus | 32 | 19               | 39               | 58               | 14               | 11               | 3 | 4                    | 7                    | 4                    |                      |                      |
| 1997-1998 | Bordeaux      | Ligue Magnus | 34 | 12               | 15               | 27               | 6                |                  |   |                      |                      |                      |                      |                      |
| 1998-1999 | Bordeaux      | Ligue Magnus |    |                  |                  |                  |                  |                  |   |                      |                      |                      |                      |                      |
| 1998-1999 | Anglet        | Ligue Magnus | 31 | 4                | 5                | 9                | 35               |                  |   |                      |                      |                      |                      |                      |
| 1999-2000 | Brest         | Division 1   | 32 | 19               | 21               | 40               |                  |                  |   |                      |                      |                      |                      |                      |
| 2000-2001 | Brest         | Division 2   |    |                  |                  |                  |                  |                  |   |                      |                      |                      |                      |                      |
| 2001-2002 | Annecy        | Division 2   |    |                  |                  |                  |                  |                  |   |                      |                      |                      |                      |                      |
| 2002-2003 | Annecy        | Division 1   |    |                  |                  |                  |                  |                  |   |                      |                      |                      |                      |                      |
| 2003-2004 | Annecy        | Division 2   | 22 | 30               | 20               | 50               | 6                |                  |   |                      |                      |                      |                      |                      |
| 2004-2005 | Annecy        | Division 2   | 22 | 31               | 19               | 50               | 14               |                  |   |                      |                      |                      |                      |                      |
| 2005-2006 | Annecy        | Division 1   | 27 | 16               | 16               | 32               | 16               |                  |   |                      |                      |                      |                      |                      |
| 2006-2007 | Annecy        | Division 1   | 27 | 15               | 17               | 32               | 34               |                  |   |                      |                      |                      |                      |                      |
| 2007-2008 | Annecy        | Division 1   | 25 | 14               | 19               | 33               | 32               |                  |   |                      |                      |                      |                      |                      |
| 2015-2016 | Annecy II     | Division 3   | 4  | 1                | 2                | 3                | 0                |                  |   |                      |                      |                      |                      |                      |